# Joan Guasch
Pas d'image ? Cliquez ici

a Compétitions nationales et continentales officielles uniquement.

Joan Guasch, né le 5 juillet 1993, est un joueur français de rugby à XIII évoluant au poste de demi de mêlée ou de talonneur. Formé à Saint-Estève, il intègre en 2011 l'équipe de Saint-Estève XIII Catalan en Championnat de France, il prend part également à quelques rencontres de Super League avec les Dragons Catalans en 2014 et 2015.

## Biographie
Joan Guasch est le fils de l'ancien treiziste français Bernard Guasch devenu président des Dragons Catalans et le petit-fils de José Guasch, joueur du XIII Catalan dans les années 1950. Il est devenu un titulaire indiscutable au sein de Saint-Estève XIII Catalan. Ayant eu sa chance en Super League, il n'a pu y maintenir sa place.

## Palmarès
- Collectif :
  - Vainqueur du Championnat de France : 2019 (Saint-Estève XIII Catalan) et 2021 (Lézignan)..
  - Vainqueur de la Coupe de France : 2016 et 2018 (Saint-Estève XIII Catalan).
  - Finaliste du Championnat de France : 2013 (Saint-Estève XIII Catalan).
  - Finaliste de la Coupe de France : 2015 et 2019 (Saint-Estève XIII Catalan).

### En club
| Saison    | Club                      | Compétition           | Matchs | Points | Essais | Goals | Drops |
| --------- | ------------------------- | --------------------- | ------ | ------ | ------ | ----- | ----- |
| 2011-2012 | Saint-Estève XIII Catalan | Championnat de France | 15     | -      | -      | -     | -     |
| 2012-2013 | Saint-Estève XIII Catalan | Championnat de France | 16     | 28     | 3      | 8     | -     |
| 2013-2014 | Saint-Estève XIII Catalan | Championnat de France | 10     | 71     | -      | 35    | 1     |
| 2013-2014 | Dragons Catalans          | Super League          | 4      | -      | -      | -     | -     |
| 2014-2015 | Saint-Estève XIII Catalan | Championnat de France | 18     | 96     | 17     | 47    | 2     |
| 2014-2015 | Dragons Catalans          | Super League          | 2      | -      | -      | -     | -     |
| 2015-2016 | Saint-Estève XIII Catalan | Championnat de France | 15     | 60     | 4      | 2     | -     |
| 2016-2017 | Saint-Estève XIII Catalan | Championnat de France | 22     | 45     | 2      | 18    | 1     |
| 2017-2018 | Saint-Estève XIII Catalan | Championnat de France | 17     | 160    | 3      | 74    | -     |
| 2018-2019 | Saint-Estève XIII Catalan | Championnat de France | 18     | 98     | -      | 49    | -     |
| 2019-2020 | Saint-Estève XIII Catalan | Championnat de France | 9      | 5      | 1      | -     | 1     |
| 2020-2021 | Lézignan                  | Championnat de France | 10     | 10     | 2      | 1     | -     |